# Faculdade Diocesana São José
A Faculdade Diocesana São José (FADISI) é uma instituição acreana de ensino superior privada, fundada em 2005 por um grupo de professores aposentados da Universidade Federal do Acre. A primeira turma formada com reconhecimento pelo Ministério de Educação foi concluída em 2015. Está localizada na Avenida Getúlio Vargas, Vila Ivonete, Rio Branco, Acre. Seu corpo docente é composto por 20 professores, com a sua maioria contando com titulação stricto sensu e estrutura física para condução de aulas presenciais.
A FAJE (Faculdade Jesuíta de Filosofia e Teologia) iniciou no dia 30 de junho de 2015 as aulas do MINTER (Mestrado Interinstitucional). A Pós-Graduação em Teologia é resultado de uma parceria com a FADISI (Faculdade Diocesana São José), de Rio Branco, AC. O projeto é uma iniciativa conjunta das Instituições de Ensino Superior para oferecerem o curso em condições especiais.
Sua nota no Índice Geral de Cursos publicado pelo Instituto Nacional de Estudos e Pesquisas Educacionais Anísio Teixeira (INEP), do Ministério da Educação (MEC) é 2, indicando que devem executar atividades de melhoria.
A Faculdade Diocesana São José dispõe de cursos de Graduação e de Pós-graduação.